# Diaptomus floridanus
Diaptomus floridanus är en kräftdjursart som beskrevs av Marsh. Diaptomus floridanus ingår i släktet Diaptomus och familjen Diaptomidae. Inga underarter finns listade i Catalogue of Life.